# Operation Bedrock
Die Operation Bedrock war eine Serie von 27 US-amerikanischen Kernwaffentests, die 1974 und 1975 auf der Nevada Test Site in Nevada durchgeführt wurde.

## Die einzelnen Tests der Bedrock-Serie
| #  | Bombe                            | Datum / Zeit (GMT)           | Testgelände         | Testart | Sprengkraft     | Anmerkungen                                           |
| -- | -------------------------------- | ---------------------------- | ------------------- | ------- | --------------- | ----------------------------------------------------- |
| 1  | Escabosa                         | 10. Juli 1974 16:00 Uhr      | Area 7ac            | Schacht | 20 bis 200 kT   |                                                       |
| 2  | Crestlake-Tansan Crestlake-Briar | 18. Juli 1974 14:00 Uhr      | Area 2dw Area 2dw   | Schacht | <20 kT <20 kT   | Simultanzündung verschiedener Bomben in einem Schacht |
| 3  | Puye                             | 14. August 1974 14:00 Uhr    | Area 3jl            | Schacht | <20 kT          |                                                       |
| 4  | Portmanteau                      | 30. August 1974 15:00 Uhr    | Area 2ax            | Schacht | 20 bis 200 kT   |                                                       |
| 5  | Pratt                            | 25. September 1974 14:00 Uhr | Area 3hq            | Schacht | <20 kT          |                                                       |
| 6  | Stanyan                          | 26. September 1974 15:05 Uhr | Area 2aw            | Schacht | 20 bis 200 kT   |                                                       |
| 7  | Trumbull                         | 26. September 1974 14:30 Uhr | Area 4aa            | Schacht | <20 kT          |                                                       |
| 8  | Estaca                           | 17. Oktober 1974 17:13 Uhr   | Area 3ja            | Schacht | <20 kT          |                                                       |
| 9  | Hybla Fair                       | 28. Oktober 1974 15:00 Uhr   | Area 12n.09         | Tunnel  | <20 kT          |                                                       |
| 10 | Temescal                         | 2. November 1974 15:30 Uhr   | Area 4ab            | Schacht | <20 kT          |                                                       |
| 11 | Puddle                           | 26. November 1974 15:00 Uhr  | Area 3kg            | Schacht | <20 kT          |                                                       |
| 12 | Keel                             | 16. Dezember 1974 17:30 Uhr  | Area 3hu            | Schacht | <20 kT          |                                                       |
| 13 | Portola Portola-Larkin           | 6. Februar 1975 15:30 Uhr    | Area 10bb Area 10bb | Schacht | <20 kT <20 kT   | Simultanzündung verschiedener Bomben in einem Schacht |
| 14 | Teleme                           | 6. Februar 1975 16:13 Uhr    | Area 9cl            | Schacht | <20 kT          |                                                       |
| 15 | Bilge                            | 19. Februar 1975 20:10 Uhr   | Area 3kc            | Schacht | <20 kT          |                                                       |
| 16 | Topgallant                       | 28. Februar 1975 16:15 Uhr   | Area 4e             | Schacht | 20 bis 200 kT   |                                                       |
| 17 | Cabrillo                         | 7. März 1975 16:00 Uhr       | Area 2dr            | Schacht | 20 bis 200 kT   |                                                       |
| 18 | Dining Car                       | 5. April 1975 19:45 Uhr      | Area 12e.18         | Tunnel  | <20 kT          |                                                       |
| 19 | Edam                             | 24. April 1975 14:10 Uhr     | Area 2dy            | Schacht | 20 bis 200 kT   |                                                       |
| 20 | Obar                             | 30. April 1975 15:00 Uhr     | Area 7ag            | Schacht | 20 bis 200 kT   |                                                       |
| 21 | Tybo                             | 14. Mai 1975 14:00 Uhr       | Area 20y            | Schacht | 200 bis 1000 kT |                                                       |
| 22 | Stilton                          | 3. Juni 1975 14:20 Uhr       | Area 20p            | Schacht | 20 bis 200 kT   |                                                       |
| 23 | Mizzen                           | 3. Juni 1975 14:40 Uhr       | Area 7ah            | Schacht | 20 bis 200 kT   |                                                       |
| 24 | Alviso                           | 11. Juni 1975 13:00 Uhr      | Area 2du            | Schacht | <20 kT          |                                                       |
| 25 | Futtock                          | 18. Juni 1975 11:49 Uhr      | Area 3eh            | Schacht | <20 kT          |                                                       |
| 26 | Mast                             | 19. Juni 1975 13:00 Uhr      | Area 19u            | Schacht | 200 bis 1000 kT |                                                       |
| 27 | Camembert                        | 26. Juni 1975 12:30 Uhr      | Area 19q            | Schacht | 200 bis 1000 kT |                                                       |